# Gassenbach (Auerbach)
Der Gassenbach ist ein ganzjähriges Fließgewässer im Mangfallgebirge.
Er entsteht im Almkessel der Rosengassenalm unterhalb der Jägerwand. Im weiteren nordwärtigen Verlauf nimmt er von links den Benebach auf, fließt weiter in einer Schlucht, bevor er von rechts in den Auerbach mündet.

## Galerie

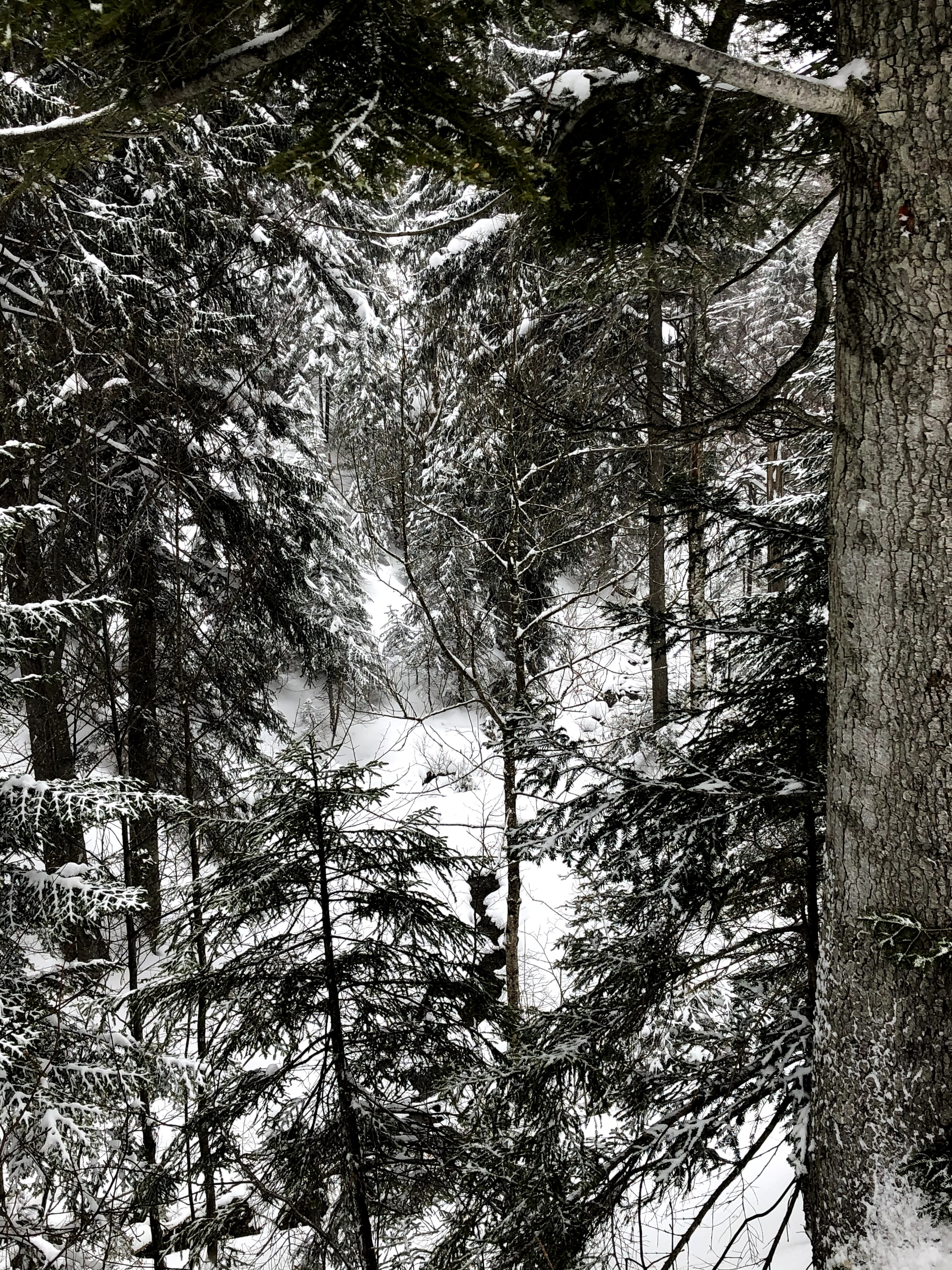
Graben des Benebachs, Zufluss zum Gassenbach